# Decaisnina triflora
Decaisnina triflora là một loài thực vật có hoa trong họ Loranthaceae. Loài này được (Span.) Tiegh. mô tả khoa học đầu tiên năm 1895.